# Famille de Bourbon (Naundorff)
Pour les articles homonymes, voir Naundorff.
La famille de Bourbon dite Bourbon-Naundorff est une famille descendant de Karl-Wilhelm Naundorff, le plus célèbre des prétendants qui affirmèrent être Louis XVII,,,.
Elle se divise en deux branches : la branche aînée, française, dite de Charles-Edmond, et la branche cadette, canadienne, dite d'Adelberth. Ces deux branches se disputent la dignité de chef de la famille souveraine de Bourbon, la branche aînée ayant été déboutée de ses droits par le grand-père de l'actuel prétendant issu de la branche cadette, sur des considérations sans rapport avec les règles de succession au trône de France. La branche légitime aînée était représentée depuis 1960 par Charles de Bourbon dit « Charles XII », mais lors du décès de celui-ci en 2008, son fils Hugues de Bourbon refuse de prendre la succession de son père, laissant ici le représentant de la branche cadette, Charles-Louis de Bourbon, prendre la succession de chef de famille. Depuis novembre 2022, c’est le fils de ce dernier, Michel-Henri, qui est le chef de la famille.

## Changement du nomNaundorffende Bourbonet usage du patronymede Bourbon
Le 12 mars 1888, à la demande de la veuve de Charles-Edmond Naundorff, née Christina Schöenlau (1842-1928), le procureur général du tribunal de Bois-le-Duc (Pays-Bas), et le 20 mai 1891, celui du tribunal de Maastricht, proposent à ces juridictions de rectifier tous les actes d'état civil hollandais comportant le nom de « Naundorff » : ces hauts magistrats fondent leurs réquisitions sur le motif suivant :
- « Considérant que toutes ces prétentions sont fondées au nom des membres de la famille de Bourbon, de descendre du fils de Louis XVI et de Marie-Antoinette, roi de France, établi en cette contrée, peuvent être considérées comme un fait historique prouvé. »
- « À la suite de ces réquisitions, les deux tribunaux, aux dates susvisées, rendent les jugements conformes, en vertu desquels le nom de « Naundorff » est partout rectifié en « de Bourbon » ».

À la suite de ces décisions, la justice française, qui a cependant en 1851 et 1874 refusé d'annuler l'acte de décès de 1795, déduit de leur conséquence nécessaire par un jugement du tribunal de la Seine du 26 novembre 1914 :
- « Le nom de « de Bourbon » nom acquis aux demandeurs par décisions et jugements des États-Généraux et des tribunaux de Hollande, lesquels décisions et jugements ont leur entière force sur le sol français ».

Cependant, après une plainte du prince François-Xavier de Bourbon-Parme et du duc de La Rochefoucauld, Charles Naundorff a été condamné par la cour d'appel de Paris en 1954 à l'interdiction de prétendre appartenir à la maison de Bourbon.

## Famille et descendance
Karl Wilhelm Naundorff (vers 1785 – 10 août 1845 à Delft) et son épouse Johanna Friederike Einert (francisée en Jeanne Frédérique Einert) (27 février 1803 à Havelberg – 8 juin 1888 à Grunnchen) ont eu 9 enfants (5 garçons et 4 filles) :
- Jeanne Marie Amélie Naundorff (31 août 1819 à Spandau – 28 décembre 1891 à Messac[8]), qui épouse en 1876 Abel Laprade (22 septembre 1818 à Lussac-les-Châteaux – 29 septembre 1897 à Mazerolles), veuf d'Aline Merlin-Chabant.
- Charles-Édouard Naundorff (23 juillet 1821 à Spandau – 31 janvier 1866 à Bréda), dit dauphin de France puis Charles X, ancien élève à l'école royale des cadets de Dresde, nommé le 7 janvier 1846 par Guillaume II des Pays-Bas directeur de l'atelier de pyrotechnie militaire de Delft, jusqu'en 1847 sans postérité.
- Berthe Juliane Naundorff (3 novembre 1823 à Brandebourg-sur-la-Havel – 3 avril 1825 à Brandebourg-sur-la-Havel).
- Marie-Antoinette Naundorff (13 mars 1829 à Crosno-sur-l'Oder – 7 mars 1893 à Bréda), qui épouse en premières noces en 1855, Guillaume Van der Horst (4 novembre 1834 – 5 janvier 1885) (dont 5 enfants), puis en secondes noces en 1890 Benjamin Daymonaz (15 avril 1837 à Modane – ????), avocat.

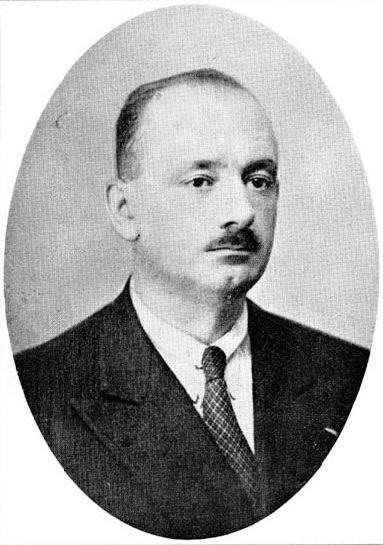
Henri de Bourbon (« Henri V ») (1899-1960)
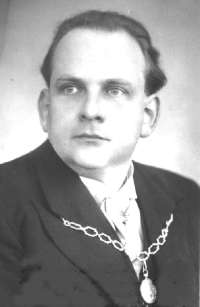
Louis-Adelberth de Bourbon (« Louis-Adelberth Ier ») (1908-1975)
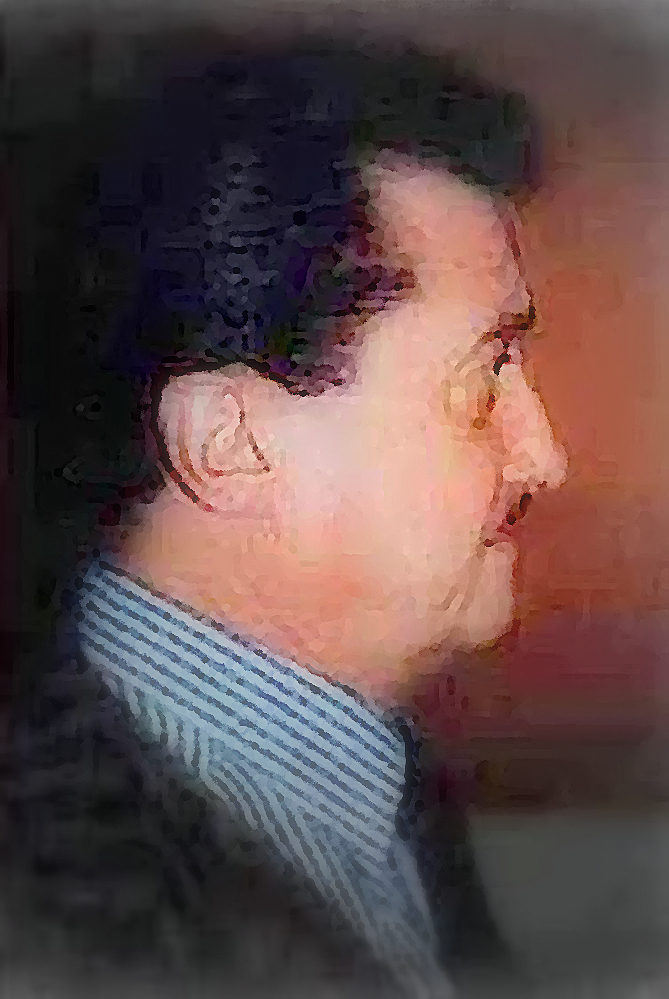
Louis-Charles de Bourbon (11 mars 1831 à Crosno-sur-l'Oder – 26 novembre 1899 à Ginneken en Bavel), dit duc de Normandie puis Charles XI, associé dans la « Maison Hermus & De Bourbon », fabrique d'ornements et sculptures, et qui épouse en 1880 Hermine van der Kruyff (1815-1887), veuve de Petrus-Gasparus Snoers, sans postérité.
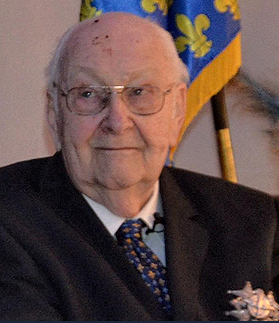
Charles-Edmond de Bourbon[9] (3 avril 1833 à Crosno-sur-l'Oder – 29 octobre 1883 à Bréda), dit duc d'Anjou ; reçoit une instruction militaire, sert dans l'armée hollandaise comme volontaire; prêt à passer officier, sa maladie de cœur le fait réformer (démission prise comme sous-officier), puis devient négociant. Décédé avant son frère aîné Louis-Charles, il est à l'origine de la branche aînée : il épouse en 1867 Christina Schoenlau (17 janvier 1842 à Bréda – 22 mai 1928 à Bertem), dont 9 enfants dont : - Auguste-Jean Charles Emmanuel de Bourbon (6 novembre 1872 à Maastricht – 1er juillet 1914 à Paris), dit duc de Bourgogne puis Jean III, associé de la maison Gabaudan (commerce de vin à Lunel), puis en 1903 directeur d'une société de sondage et de forage, et qui épouse en 1898 Magdelaine Cuillé (18 juillet 1876 à Perpignan – 6 mars 1917 à Orléans), dont : - Henri Charles Louis de Bourbon (27 novembre 1899 à Lunel – 9 janvier 1960 à Beaumont-sur-Oise), dit duc de Bourgogne puis Henri V, qui épouse en 1928 Florence Greenhill (14 avril 1892 à Bournemouth – 2 février 1972 à Compiègne).
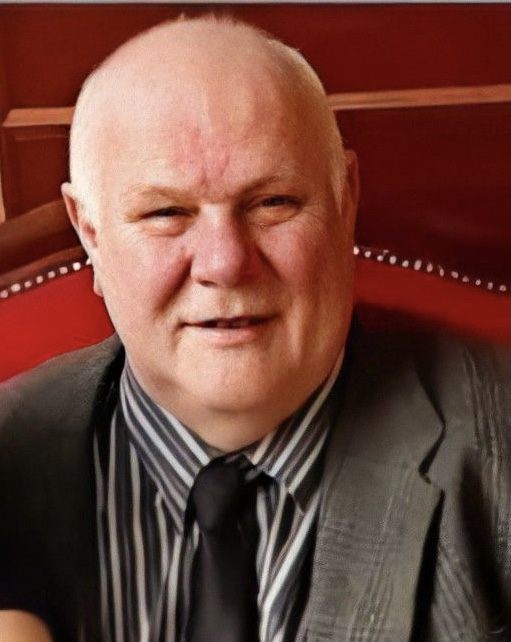
Michel Henri de Bourbon (« Henri VII ») (1957)
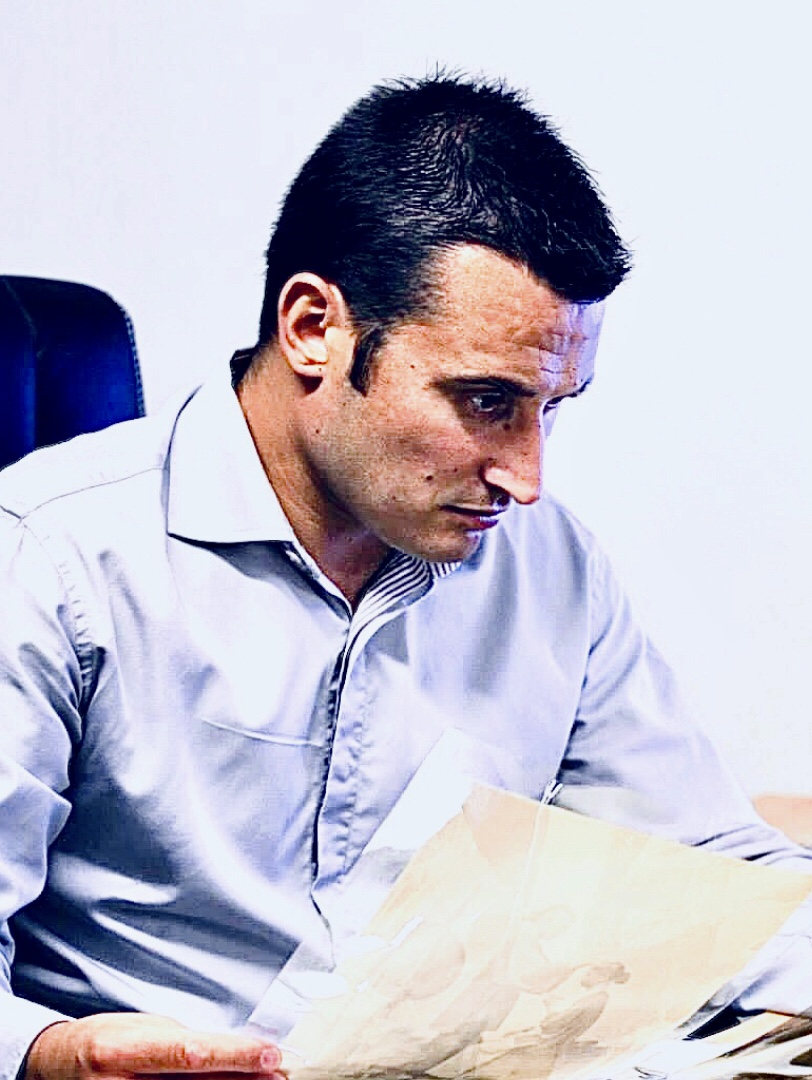
Hugues de Bourbon (1974)

  - Charles Louis Mathieu de Bourbon (4 mars 1875 à Maastricht – 11 octobre 1944 au Kremlin-Bicêtre), dit duc de Berry, qui épouse en 1926 Marie Babron (9 mars 1900 à Quincy-Voisins – 30 juin 1954 à Paris), dont :
    - Charles Louis Edmond de Bourbon (18 juin 1929 à Neuilly-Saint-Front – 21 décembre 2008), dit comte de Poitiers puis Charles XII, qui épouse en 1951 Jacqueline Brun (1930 – 28 janvier 1982), puis en 1986 Renée Divoux, dont :
      - Hugues Charles Guy de Bourbon (29 décembre 1974 à Saint-Germain-en-Laye), libraire spécialisé dans les ouvrages rares du XIXe siècle et du XXe siècle ; né hors mariage mais légitimé par le mariage de ses parents en 1986, il ne revendique pas le trône de France, laissant les prétentions naundorffistes à la branche canadienne des Naundorff, représentée par Charles-Louis de Bourbon (2 novembre 1933 à Nimègue) ci-dessous.
- Augusta Marie-Thérèse Naundorff (16 mai 1835 à Dresde – 26 novembre 1908 à Apeldoorn), qui épouse en 1875 Eugène Le Clercq (19 août 1830 à Semarang – 3 avril 1895 à Rotterdam).
- Adelberth Naundorff (26 avril 1840 à Camberwell-Green – 18 octobre 1887 à Bergen-op-Zoom), dit comte de Provence, capitaine-commandant d'infanterie dans l'armée des Pays-Bas, et qui épouse en 1865 Marie du Quesne van Bruchem (27 juillet 1834 à Arnhem – 7 juin 1915 à La Haye), dont 5 enfants dont : 
  - Henri Jean Édouard de Bourbon (25 octobre 1867 à Arnhem – 13 juillet 1937 à La Haye), dit duc de Normandie puis Henri VI, officier de l'Académie royale militaire de Bréda, et qui épouse en 1898 Caroline Van Kervel (1875-1920), puis en 1920 Joséphine Steijns (1874-1938), dont 2 enfants dont :
    - Louis Jean Henri Charles Adelberth de Bourbon (27 décembre 1908 à Renkum – 8 janvier 1975 à Arnhem), dit comte de Boulogne, puis duc de Guyenne et de Gascogne, puis dauphin de France et duc de Normandie, puis Louis XIX, qui épouse en 1933 Gudrun Naumann (9 novembre 1905 – 1970), dont 3 enfants dont :
      - Charles Louis de Bourbon (2 novembre 1933 à Nimègue – 16 novembre 2022 à Toronto), dit duc de Berry[10] puis Charles XIII, qui épouse en 1953 Arline Winchester (1933), dont 4 enfants, dont :
        - Michel Henri de Bourbon (10 février 1957 à Toronto), dit dauphin de France et duc de Normandie puis Henri VII, actuel prétendant naundorffiste au trône de France, qui épouse en 1976 Deborah Deann (1956) puis Joséphine Rodrigues (1950) puis Yvonne Serdar, dont 5 enfants dont :
          - Charles Michel de Bourbon (6 mai 1976 à Toronto), dit dauphin de France.

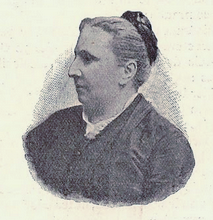
Marie-Thérèse de Bourbon, épouse Le Clercq (1835-1908)
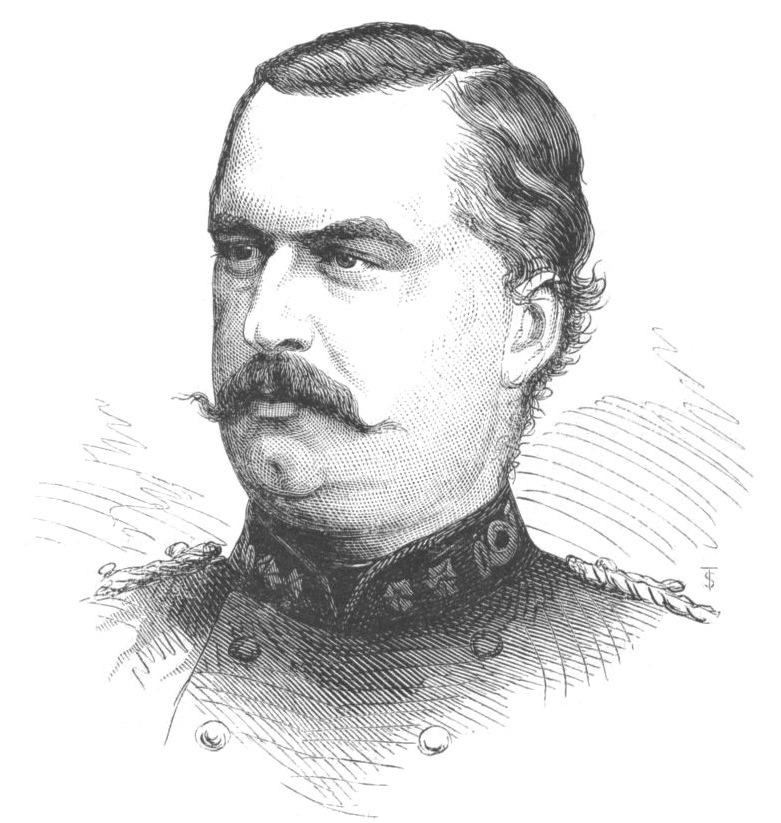
Adelberth de Bourbon (1840-1887)
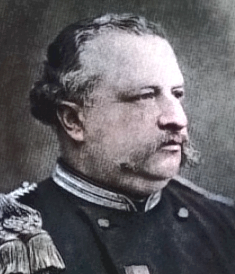
Ange Emmanuel Naundorff (14 mars 1843 à Londres – 13 février 1878 à Jakarta), dit comte de Poitiers, officier ingénieur dans la marine des Pays-Bas, sans postérité.
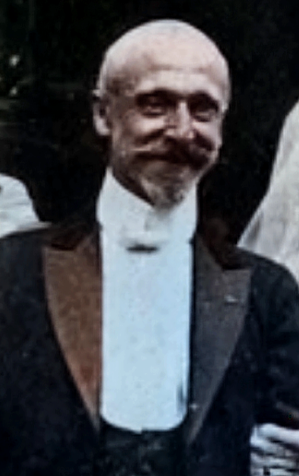
Henri de Bourbon (« Henri VI ») (1867-1937)
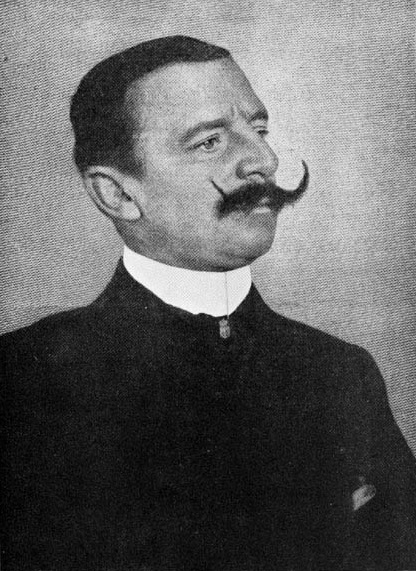
Jean de Bourbon (« Jean III ») (1872-1914)
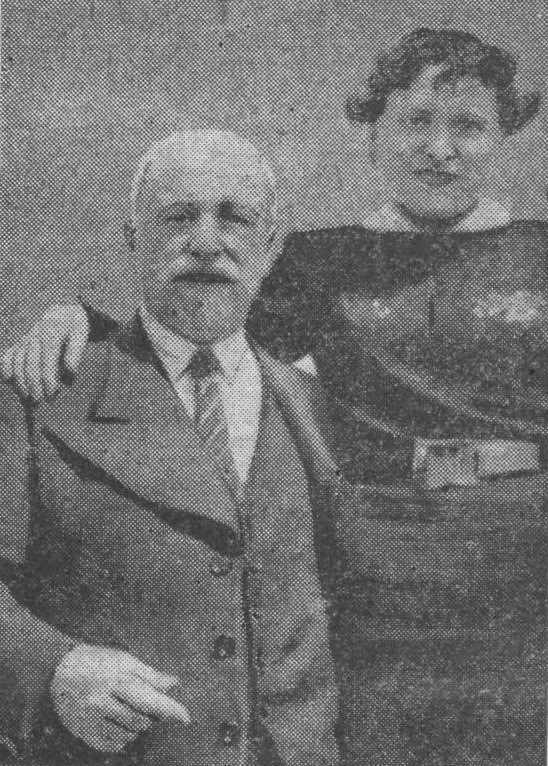
Louis-Edmond de Bourbon (1878-1940) et Louise Cotillon

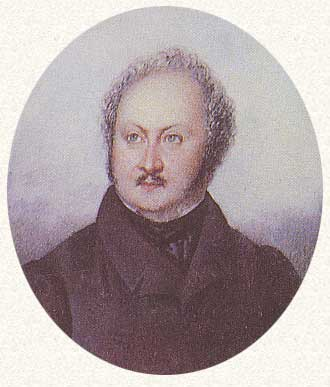
Karl-Wilhelm Naundorff (« Louis XVII ») (1785-1845)
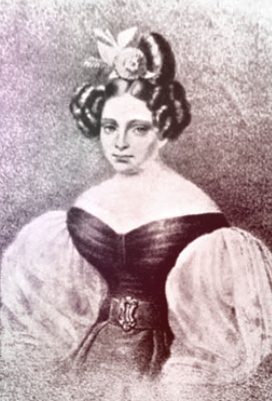
Jeanne Einert, épouse Naundorff (1803-1888)
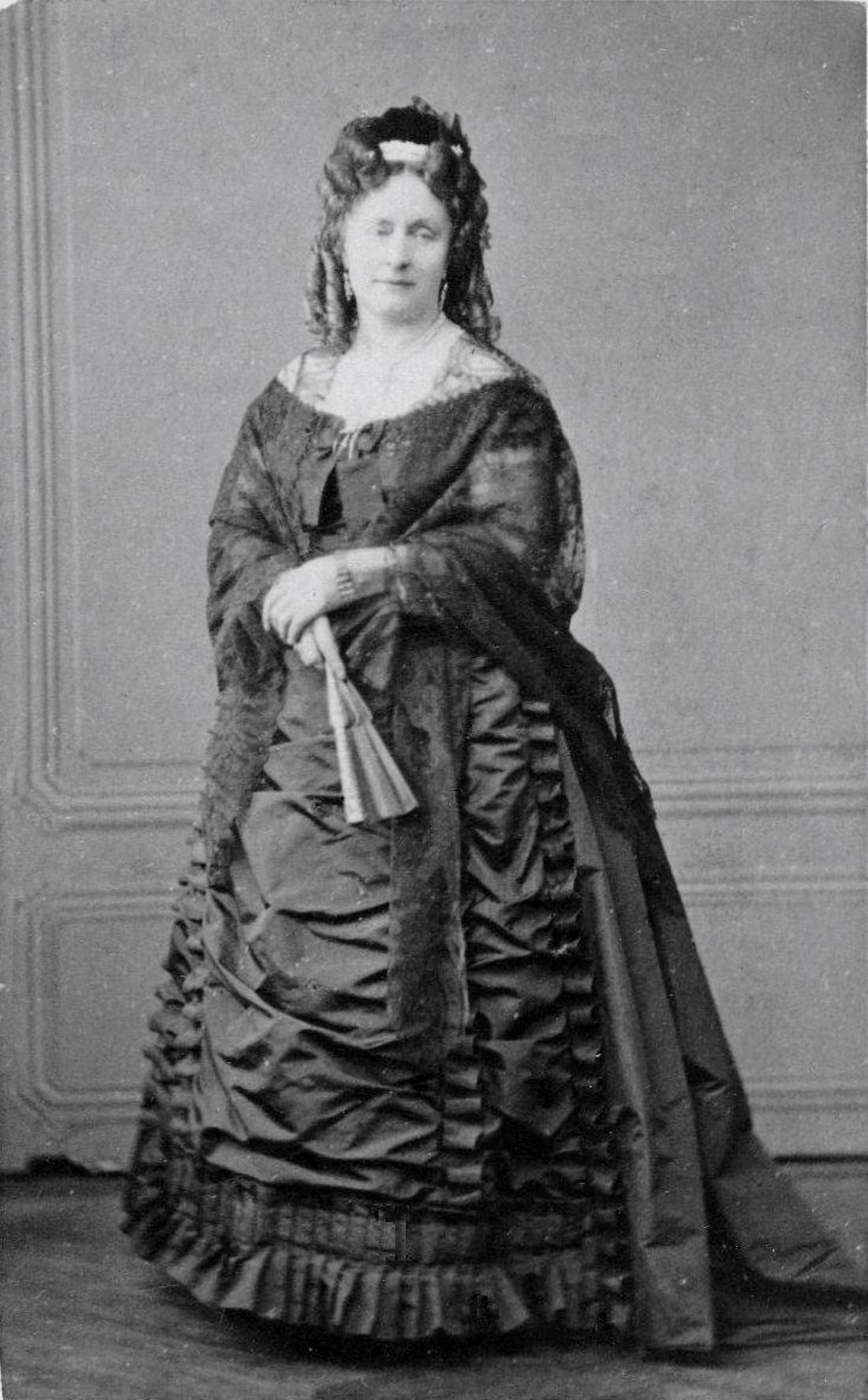
Amélie de Bourbon, épouse Laprade (1819-1891)
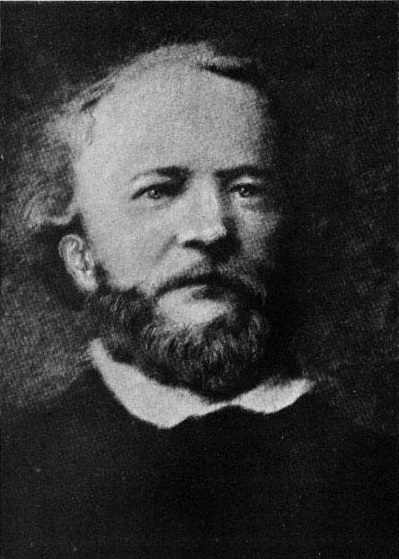
Charles-Édouard de Bourbon (« Charles X ») (1821-1866)
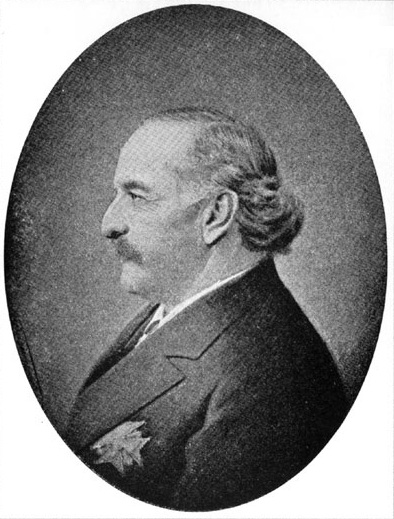
Louis-Charles de Bourbon (« Charles XI ») (1831-1899)
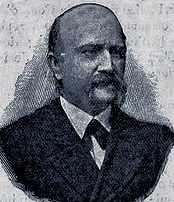
Charles-Edmond de Bourbon (1833-1883)

- Marie-Thérèse de Bourbon, épouse Le Clercq
(1835-1908)
- Adelberth de Bourbon
(1840-1887)
- Ange-Emmanuel de Bourbon
(1843-1878)
- Henri de Bourbon
(« Henri VI »)
(1867-1937)
- Jean de Bourbon
(« Jean III ») (1872-1914)
- Louis-Edmond de Bourbon
(1878-1940) et Louise Cotillon

- Henri de Bourbon
(« Henri V »)
(1899-1960)
- Louis-Adelberth de Bourbon
(« Louis-Adelberth Ier »)
(1908-1975)
- Charles de Bourbon
(« Charles XII »)
(1929-2008)
- Charles-Louis de Bourbon
(« Charles XIII »)
(1933-2022)
- Michel Henri de Bourbon
(« Henri VII »)
(1957)
- Hugues de Bourbon
(1974)

## Succession naundorffiste au trône de France

### Guerre de succession naundorffiste
Le 14 novembre 1883, Louis-Charles Naundorff (Charles XI) (1831-1899) signe une déclaration cédant ses « droits » à son frère cadet Adelberth Naundorff (1840-1887). À cette époque, ses deux autres frères cadets sont déjà décédés : Charles-Edmond Naundorff (1833-1883) et Ange-Emmanuel Naundorff (1843-1878). Or Charles-Edmond Naundorff est pourtant l'aîné d'Adelberth Naundorff et a des fils, dont Jean de Bourbon (1872-1914).
La renonciation de Louis-Charles Naundorff est considérée nulle de plein droit : la couronne de France n'est pas un héritage dont on peut disposer, mais une charge à laquelle on ne peut renoncer, et qu'on ne peut aliéner. Aussi, revenu de cette erreur, Louis-Charles Naundorff révoque cet acte le 17 avril 1884, et réaffirme les lois fondamentales du royaume en reconnaissant finalement pour ses successeurs et héritiers directs les fils de son frère cadet Charles-Edmond Naundorff, dont Jean de Bourbon.
Mais, lors de la mort de Louis-Charles Naundorff en 1899, les fils d'Adelberth Naundorff invoquent à nouveau la fameuse renonciation de ses « droits » en faveur de leur père, ainsi qu'une irrégularité du mariage de leur oncle Charles-Edmond Naundorff, déclarant alors la guerre de succession naundorffiste au nouveau prétendant Jean de Bourbon (Jean III) fils de Charles-Edmond Naundorff.
Cette guerre de succession naundorffiste oppose donc :
- la branche aînée issue de Charles-Edmond Naundorff (1833-1883) dite branche française : Jean III (1872-1914), Henri V (1899-1960), Charles XII (1929-2008), Hugues (1974) ;
- la branche cadette issue d'Adelberth Naundorff (1840-1887) dite branche canadienne : Henri VI (1867-1937), Louis-Adelberth Ier (1908-1975), Charles XIII (1933-2022), Henri VII (1957).

### Renoncement de la branche française et situation actuelle

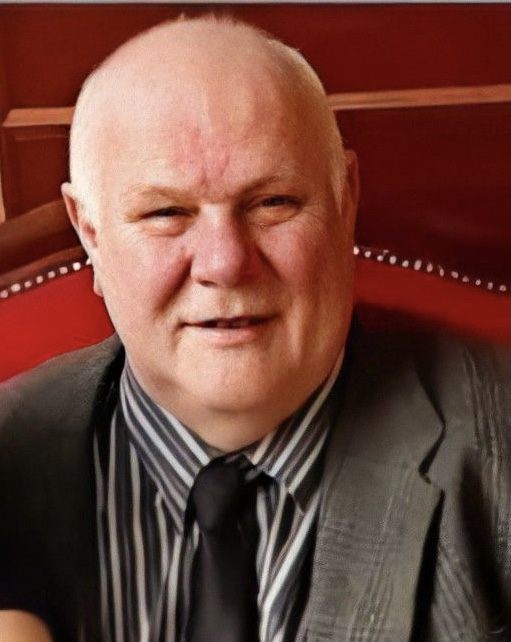
Michel-Henri de Bourbon (« Henri VII ») (1957), actuel prétendant naundorffiste au trône de France.

La succession naundorffiste est donc soumise à une querelle entre les deux branches des descendants de Karl-Wilhelm Naundorff qui se réclament chacune héritière du trône de France. Les héritiers naundorffistes des deux branches vont revendiquer pour chacun le trône de France, jusqu'à la mort de l'un des deux, sans descendance légitime, le 21 décembre 2008.
En effet, après la mort de Charles de Bourbon (« Charles XII ») (1929-2008), chef de la branche aînée française issue de Charles-Edmond Naundorff, son fils unique Hugues (1974) (non dynaste car né hors mariage, et célibataire et sans enfant) renonce à prendre sa succession. C'est donc le chef de la branche cadette canadienne issue d'Adelberth Naundorff, Charles-Louis de Bourbon (« Charles XIII ») (1933-2022) qui devient l'unique prétendant naundorffiste au trône de France. Depuis la mort de ce dernier, le 16 novembre 2022, le chef de la famille est son fils, le duc de Normandie, Michel-Henri de Bourbon (« Henri VII »).
- « Louis XVII » (Karl Wilhelm Naundorff) (1785-1845)
  -  « Charles X » (Charles-Édouard Naundorff) (1821-1866)
  -  « Charles XI » (Louis-Charles Naundorff) (1831-1899)
  - Charles-Edmond Naundorff (1833-1883)
    -  « Jean III » (Auguste-Jean Charles Emmanuel Naundorff) (1872-1914)
      -  « Henri V » (Henri Charles Louis de Bourbon) (1899-1960)

    - Charles Louis Mathieu Naundorff (1875-1944)
      -  « Charles XII » (Charles Louis Edmond de Bourbon) (1929-2008)
        - Hugues Charles Guy de Bourbon (1974)

  - Adelberth Naundorff (1840-1887)
    -  « Henri VI » (Henri Jean Édouard Naundorff) (1867-1937)
      -  « Louis XIX » (Louis Jean Henri Charles Adelberth de Bourbon) (1908-1975)
        -  « Charles XIII » (Charles Louis de Bourbon) (1933-2022)
          -  « Henri VII » (Michel Henri de Bourbon) (1957)
            - (1) Charles Michel de Bourbon (1976)
              - (2) Daniel William de Bourbon (2006)
              - (3) Colin Robert de Bourbon (2007)

            - (4) Marc Edmond de Bourbon (1986)
              - (5) Liam de Bourbon (2011)

          - (6) Jean-Edmond de Bourbon (1960)
            - (7) Quinn Brideau de Bourbon (1999)

        - Henri Emmanuel de Bourbon (1935-2004)
          - (8) Guillaume Emmanuel de Bourbon dit « Guillaume Emmanuel Treadwell » (1958)
            - (9) Zenen Treadwell (1996)

          - (10) Henri Louis de Bourbon (1966)
            - (11) Bryan Louis Henri de Bourbon (1994)

  - Ange-Emmanuel Naundorff (1843-1878)

## Armoiries
| Blason | Blasonnement : D'azur à un sacré-cœur de gueules accompagné de trois fleurs de lys d'or. Commentaires : En 1879, Louis-Charles de Bourbon (« Charles XI ») (1831-1899) et sa sœur Amélie (1819-1891) décident de porter le Sacré-Cœur en « abîme » sur l'écu traditionnel des rois de France aux trois fleurs de lys. |

## Tests scientifiques effectués pour trouver un lien génétique entre Naundorff et Louis XVII
En 1943, l'historien Alain Decaux fit faire des analyses des cheveux de Naundorff comparés à une mèche de cheveux du dauphin par le professeur Locard du laboratoire de police technique de Lyon. Locard conclut que les deux mèches avaient la même excentration du canal médullaire. Cet argument fut considéré  par l'historien comme une preuve que Naundorff était bien le dauphin. Mais en 1951, une seconde expertise de Locard, faite à partir d'autres cheveux, le fit revenir sur ses premiers résultats et amena l'historien à réviser ses conclusions parce qu'il s'est avéré que cette particularité sur les cheveux touche une personne sur trois. La similitude n'était donc, probablement, qu'un hasard.
En 1998, des analyses ADN sont menées conjointement par une équipe de généticiens de l'université catholique de Louvain dirigée par le professeur Jean-Jacques Cassiman et une équipe de généticiens de l'université de Nantes dirigée par le docteur Pascal du Centre hospitalier universitaire de Nantes. Après une étude de l'ADN mitochondrial de Naundorff à partir de quelques-uns de ses cheveux et de fragments de son humérus droit (prélevé dans sa tombe en 1950), comparé à l'ADN mitochondrial  des cheveux de descendants en ligne maternelle de la reine de Naples Marie-Caroline d'Autriche, sœur de Marie-Antoinette (Anne de Roumanie et son frère André de Bourbon-Parme), les deux équipes conclurent que les restes de Naundorff n'étaient pas ceux du dauphin Louis XVII,.
Dans Génétique moléculaire humaine Jack J. Pasternak écrit : « Au cours des années 90, des échantillons de cheveux et d'os prélevés sur les restes de Naundorff, des échantillons non exhumés de cheveux de Marie-Antoinette, de deux de ses sœurs et d'autres apparentés morts et des échantillons fournis par certains descendants vivants, on fait l'objet d'une PCR effectuée sur L'ADN mitochondrial eet l'ADN a ensuite été séquencé. Les résultats ont montré que Naundorff ne possédait pas le même ADN mitochondrial que Marie-Antoinette ou les autres membres de la famille. Autrement dit, Naundorff n'était, comme beaucoup le présentaient rien d'autre qu'un imposteur convaincant ».
En 1999, le cœur prélevé en 1795 par le médecin Philippe-Jean Pelletan, après l'autopsie de Louis XVII, et conservé dans la crypte royale de la basilique de Saint-Denis est soumis à des analyses ADN diligentées par les Professeurs Cassiman, de Louvain en Belgique, et Brinkmann de l'université de Münster en Allemagne, à l'initiative de l'historien Philippe Delorme. Le 19 avril 2000 lors d'une conférence de presse donnée à Paris, les professeurs Cassiman et Brinkmann déclarent que « La comparaison de l'ADN  montre au delà de tout doute raisonnable que le cœur conservé dans la crypte venait d'un enfant qui était relié en ligne maternelle à la maison de Hasbourg ». À la question s'il était possible que le cœur soit celui d'un autre fils inconnu de Marie-Antoinette, le professeur Brinkmann répond « il n'y a absolument aucune évidence historique d'un fils secret qui mourut au même âge et dont le cœur a été retiré de cette façon ».
L'analyse ADN du cœur de l'enfant mort à la tour du Temple est contestée par les survivantistes, car ils prétendent qu'il aurait pu appartenir au frère aîné de Louis XVII, Louis-Joseph, le premier dauphin, mort de maladie à l'âge de huit ans, en 1789 avant la Révolution. Toutefois, le cœur de Louis-Joseph fut embaumé selon la tradition royale, comme l'attestent les archives, tandis que celui de Louis XVII a été conservé dans de l'alcool, ce qui rend d'emblée toute confusion impossible. Philippe Delorme répond à cet argument des survivantistes que Le cœur sur lequel le professeur Cassimann a réalisé  ses tests n'ayant pas été embaumé « cela est donc peu probable car le cœur de Louis-Joseph fut embaumé. Quand un cœur est embaumé il est coupé en deux et rempli d'herbe et de liquide d'embaumement ». Il ajoute que le cœur de Louis-Joseph fut perdu après la Révolution et qu'il est donc très improbable que le cœur conservé dans la crypte royale de la basilique de Saint-Denis soit le cœur du fils aîné de Marie-Antoinette.
En 2004, une analyse contradictoire a été commandée par les descendants de Karl-Wilhelm Naundorff. Il a été procédé à une nouvelle exhumation de Naundorff à Delft, et des analyses ont été pratiquées directement sur le squelette de Naundorff. Ces analyses ont été réalisées sur ces prélèvements par le laboratoire de génétique néerlandais du professeur De Knieff, ainsi qu'un autre laboratoire, en Autriche. Cependant, la famille Bourbon-Naundorff n'en a pas publié les résultats de ces analyses.
En 2012, le généticien controversé Gérard Lucotte fait des prélèvements sur Hugues de Bourbon, fils de Charles de Bourbon et descendant de Karl-Wilhelm Naundorff. L'analyse – faite conjointement avec Bruno Roy-Henry – du chromosome Y du descendant Naundorff est alors comparée avec l'haplotype des Bourbons grâce à « un profil du chromosome Y » de la maison royale établi en octobre 2014 par le Pr Cassiman.
En mars 2014, les deux chercheurs publient les résultats de leurs analyses. Selon le docteur Gérard Lucotte : « On retrouve chez Karl-Wilhelm Naundorff l'essentiel des marqueurs du chromosome Y des Bourbons, il fait partie de la famille ». Cependant, la plupart des généticiens portent un regard critique sur les travaux de Gérard Lucotte : la validité de ses travaux sont largement remis en cause par la communauté scientifique. De leur côté, les naundorffistes remettent en cause la qualité et l'authenticité des prélèvements d'os sur Naundorff, lors de ces tests anciens, prétextant que le cercueil avait été ouvert en 1950 lors de la restauration du tombeau,,.

#### Publication survivantiste
- La Légitimité (1883-1934), journal historique hebdomadaire.

#### Autres ouvrages
- Philippe A. Boiry, Naundorff-Louis XVII : le secret des états, Presses de Valmy, 2001, 175 p. (ISBN 978-2-910733-88-9)
- Thomas-A-F-V, Naundorff, Ou Mémoire À Consulter Sur l'Intrigue Du Dernier Des Faux Louis XVII, Hachette livre BNF, 2016, 342 p. (ISBN 978-2-01-620147-3)
- Georges de Manteyer, Les faux Louis XVII, Librairie universitaire J.Gamber, 1926.
- Aymon de Lestrange et Raoul de Warren, Les prétendants au trône de France, FeniXX, 1990, 340 p..
- Alain Decaux, Louis XVII retrouvé, Naundorff roi de France, Éditions de l'Élan, 1947, 396 p.
- J. Berge, Naundorff était bien Louis XVII : la fin dúne controverse historique, Nouvelles Éditions latines, 1958, 252 p.
- Philippe A. Boiry, Louis XVII-Naundorff devant l'ADN ou Le nouveau Masque de fer, Presses de Valmy, 1998, 339 p. (ISBN 978-2-910733-27-8).
- (en) Hans Roger Madol, The shadow-king : the life of Louis XVII of France and the fortunes of the Naundorff-Bourbon family, Houghton Miffin Company, 1930, 316 p.
- Frédéric Rouvillois, Le Collectionneur d'impostures, Flammarion, 2010, 384 p. (ISBN 978-2-08-124613-3, lire en ligne).
- Pierre Veuillot (préf. Eugène Veuillot), L’Imposture des Naundorff, Paris, Victor Palmé, 1885 (lire en ligne).

D'autres études sur cette famille ont été menées, notamment, bien sûr, sur l'affirmation de certains de ses membres identifiant leur ascendant, Karl-Wilhelm Naundorff, à l'ancien dauphin Louis XVII, qui aurait, selon eux, survécu à sa détention à la prison du Temple, et les prétentions familiales qui en ont résultées. En 1953, le docteur D. P. Oosterbaan, archiviste de Delft (où est mort Karl-Wilhelm Naundorff), a ainsi fait une communication à l'Académie des sciences morales et politiques, à Paris, concluant qu'aucun document ne permet de confirmer de façon fiable l'identification de ce Naundorff avec Louis XVII.